# Hydrogenophaga pseudoflava
Hydrogenophaga pseudoflava es una bacteria gramnegativa del género Hydrogenophaga. Fue descrita en el año 1989. Anteriormente conocida como Pseudomonas pseudoflava. Su etimología hace referencia a falsa flava. Es aerobia y móvil por flagelo polar. Tiene un tamaño de 0,3-0,6 μm de ancho por 0,6-5,5 μm de largo. Catalasa y oxidasa positivas. Forma colonias de color amarillento. Temperatura de crecimiento óptima de 30-37 °C. Se ha aislado de suelos, lodos y aguas. 